# Kościół św. Piotra Apostoła w Radomiu
Kościół świętego Piotra Apostoła w Radomiu – rzymskokatolicki kościół parafialny należący do parafii pod tym samym wezwaniem (dekanat Radom-Północ diecezji radomskiej).
Jest to świątynia zaprojektowana przez architekta Konrada Chmielewskiego i konstruktora Jacka Mazana. Wybudowana została w latach 2000–2003 dzięki staraniom kolejnego proboszcza parafii księdza Szymona Chodowicza. Pierwsza msza święta w kościele została odprawiona przez biskupa Stefana Siczka w dniu 29 czerwca 2003 roku. W następnych latach były prowadzone prace wykończeniowe wewnątrz świątyni.